# Moscardón
Moscardón és un municipi d'Espanya, pertanyent a la província de Terol, a la Comunitat Autònoma d'Aragó, situat en la part sud-occidental de la comarca de Serra d'Albarrasí inclosa en la Sesma de Frías de Albarracín. Té una àrea de 26,99 km² amb una població de 59 habitants (INE 2008) i una densitat de 2,19 hab/km². Dista 58,4 km de Terol per la TE-900 i TE-911.
El poble se situa en un bell paratge entre canons de calcàries juràssiques i cretàciques recorreguts per cursos d'aigua, dels que el més important és el barranc de Masegar, afluent del riu de la Fuente del Berro. Donades les característiques geològiques de la zona, també són abundants les fonts (de Valdebádenas, del Royo, Vieja, de la Colmenica, de Covatillas). Extenses pinedes ocupen les vessants de les moles de la Morezuela, Santa Anna, entre d'altres.
Moscardón està situada en l'alt d'un turó als peus del qual es troba el Barranc d'El Castellar, que és una continuació de la vall del Masegar. És aquesta una zona de gran importància per a l'agricultura del poble dotada de fèrtils terres. Aquestes dues valls creuen la població de sud a nord. A l'est trobam una zona de labor (La Vega i La Hoya) i a l'oest una zona de muntanyes (Los Pozuelos i La Sarriosa) per la que transcorre la carretera que es dirigeix a Frías de Albarracín.
Els orígens de la localitat podrien situar-se a finals del segle xii amb la conquesta cristiana i posterior repoblació de la muntanya amb gents de Navarra. Està assentat físicament sobre una posició fàcilment defensable, ja que el barranc que circumda la població actua a manera de defensa natural. El poble ocupa un lloc estratègic enllaçat visualment amb la torre del Caminador d'Albarrasí i amb el pic Javalón, des d'on s'albira l'Església, que probablement va substituir a alguna torre defensiva.
Dins del nucli urbà l'edifici de major interès arquitectònic és l'Església de Sant Pere Apòstol, sent destacable el seu espectacular emplaçament, sobre un esperó rocós, dominant el Barranc del Castellar. La força que es desprèn de la seua arquitectura pareix prolongar la massa muntanyosa, la qual cosa li confereix una gran singularitat.
La fàbrica actual de l'església té murs de maçoneria, tres naus amb pilars cruciformes i arc triomfal de mig punt; està coberta amb volta de mig canó, excepte en el creuer, que presenta una cúpula sobre petxines, amb bandes. En la cúpula té l'escut del bisbe Juan Francisco Navarro Salvador y Gilaberte, per la qual cosa la seua construcció ha de ser de mitjan segle xviii. El cor està situat als peus, enlairat i decora la seua barana amb una balustrada de ferro.
La torre adossada té dos cossos, de maçoneria, i pareix pertànyer a una època anterior, finals del segle xvi. En el presbiteri hi ha un retaule gòtic de mitjan segle xv, amb temàtica mariana; les dues taules superiors es refereixen a la Dormició i Asunción de la Mare de Déu. En la sagristia es guarden dues imatges excel·lents de la Mare de Déu amb el nen, del segle xvi, i una altra de Sant Antoni, del XVII. Del SXVIII són les imatges del Nen de la Bola i de Sant Miquel. En les capelles hi ha magnifiques talles del segle XVIII: Sant Pere, Santa Anna i Sant Josep.
Un altre edifici religiós ressenyable és l'Ermita de Sant Roc, que correspon a una tipologia que sol ser comú en tota la Serra: nau única de planta rectangular prou allargada, sense absis, orientada en sentit est-oest. Està situada prop del barranc del Castellar (el mateix que domina l'Església principal), i des del seu costat oest es poden contemplar unes belles vistes de la formació muntanyosa coneguda com a Santa Bárbara, on s'assenta una extensa pineda.
Tota l'ermita està feta en maçoneria, amb pedra irregular sense llaura. Els carreus llaurats es van utilitzar com a reforç en els cantons. L'únic senyal exterior que ens indica la condició religiosa de l'edifici és un petit crismó situat en la portada. La porta amb arc de mig punt, s'obri cap al costat sud i està lleugerament descentrada cap als peus. En aquest mateix costat s'obri un xicotet buit, que junt amb un altre situat en el costat oest són els únics vans d'il·luminació de l'interior.
Endinsant-nos en el seu nucli urbà, sobreïx l'edifici de la Casa Consistorial, de planta rectangular, en maçoneria, amb dues plantes, restaurat en les últimes dècades. La planta inferior presenta la característica llotja de vans amb arcs rebaixats sobre pilar adossat. La terminació es va dur a terme mitjançant espadanya amb rellotge. També cal destacar l'aljub-molí format per dos voluminosos edificis.
Moscardón encara conserva l'arquitectura típica de la Serra, condicionada per la climatologia i per aspectes interns com la forma de vida dels seus habitants, on destaquen dos casalots, que van haver de pertànyer en el seu moment a les famílies més riques de la població.
La principal font d'ingressos són la cria de bestiar i el conreu de cereals.
Els encants de la localitat es completen amb la degustació de les seues carns i dels seus magnífics plats de cullera.
Pel que fa a paratges d'oci i interès paisatgístic, Moscardón es troba rodejat de multitud de fonts i extenses pinedes, en els quals s'han ubicat alguns llocs d'escampament, com el Berenador del Masegar i el Berenador de la Bassa del Molí, aquest últim molt pròxim a la ubicació de l'antic aljub-molí. També, molt prop, encara que pertanyent al terme municipal de Terriente, es troba la zona d'acampada d'Algarve. En els seus voltants hi ha diversos paratges d'interès paisatgístic com les fonts del Barranc l'Oyala, de la Tubilla, de la Muela, Batanero i l'Albarca, el Barranc del Recuenco i el rierol del Masegar.
Les festes patronals honren a la Nativitat de la Mare de Déu el cap de setmana més pròxim al 8 de setembre, i a Sant Roc se'l celebra en el seu dia, el 16 d'agost. També se celebra la Romeria de l'Estrella l'últim diumenge de maig. El pronunciat descens del nombre d'habitants ha relegat al record tradicions tan característiques com la celebració dels “mayos” a la primavera (encara celebrats a Albarrasí) o els tancaments de vaques braves.

## Serralada d'Albarrasí
És una comunitat històrica amb personalitat pròpia, situada entre Aragó i Castella. La Serra d'Albarrasí participa de la cultura d'ambdós. Els primers pobladors van deixar la seua empremta, fa 10.000 anys, en les pintures rupestres del Roig. Va ser un regne independent del Califat Cordovès que va pertànyer a la família dels Beni Razin, la qual li va donar el seu nom actual. Amb Ibn Ammar, aquest territori va aconseguir una gran esplendor, sent centre de cultura i refinament. Sota la dominació cristiana es va crear una seu episcopal, encara que en l'actualitat pertany a la diòcesi de Terol.
Pedro Fernández de Azagra va resistir a les tropes del monarca aragonès Jaume I, que va haver de buscar per a assetjar la ciutat d'Albarrasí l'ajuda de Castella. En 1284, Pere III la va convertir, després de la seua conquista, en la quarta comunitat d'Aragó, respectant els seus antics furs. En el segle xvi i XVII, si bé va perdre algunes llibertats, va guanyar en prosperitat i desenvolupament econòmic.
Els documents més antics que fan menció de les Sesmas (o Sexmas) d'Albarrasí són del segle XIII. El 21 de juny de 1257, a Terol, el rei el senyor Jaume I concedeix el privilegi sobre competència de jurisdicció de sexmeros, assistents i jurats de la Ciutat i Comunitat de Santa Maria d'Albarrasí.
El territori de la Serra d'Albarrasí apareix dividit en quatre sexmas, que comprenen totes les seues poblacions. La Sexma de Fredes d'Albarrasí inclou al municipi de Moscardón junt amb els de Frías de Albarracín, Calomarde, Royuela i Torres de Albarracín.

## Clima
Posseeix un clima mediterrani amb una forta component continental, així com una oscil·lació tèrmica que arriba als 17 °C entre els mesos de desembre (6 °C) i juliol (23 °C). La temperatura mitjana anual és de 10,3° i presenta 690 mm de precipitació anual.

## Demografia
| 1900 | 1910 | 1920 | 1930 | 1940 | 1950 | 1960 | 1970 | 1981 | 1983 |
| ---- | ---- | ---- | ---- | ---- | ---- | ---- | ---- | ---- | ---- |
| 416  | 414  | 401  | 376  | 343  | 338  | 218  | 130  | 84   | 83   |

| 1991 | 1996 | 2001 | 2004 | 2007 | 2008 |
| ---- | ---- | ---- | ---- | ---- | ---- |
| 56   | 48   | 55   | 51   | 60   | 59   |